# Castelo de Lucéram

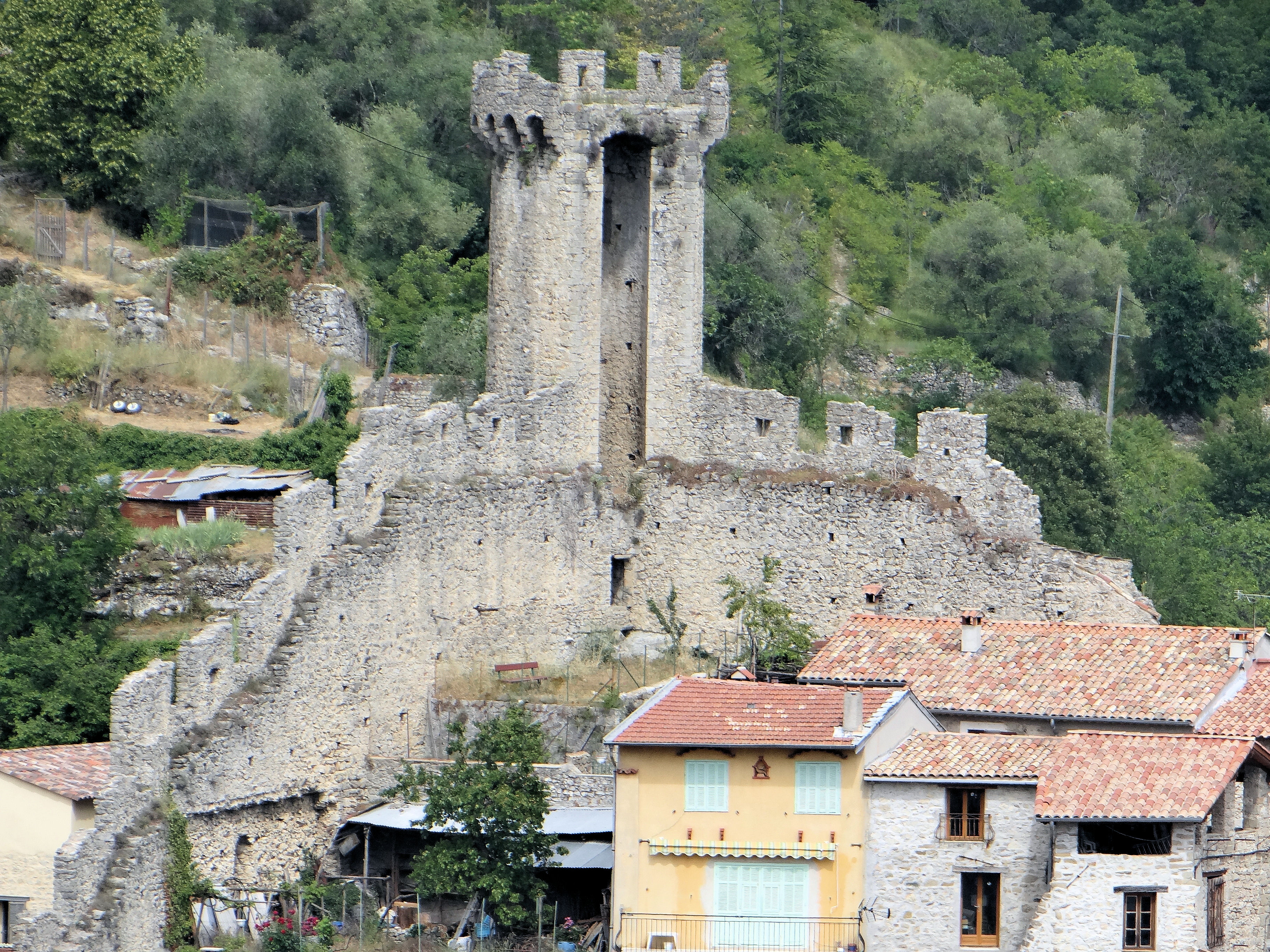
As ruínas do castelo de Lucéram, torre e parede ao redor ao nordeste

O Castelo de Lucéram é um castelo em ruínas, que data dos séculos XII e XIII, na comuna de Lucéram nos Alpes-Marítimos, na França. O castelo é propriedade da comuna. Está classificado desde 1927 como um monumento histórico pelo Ministério da Cultura da França.